# Dolby Digital

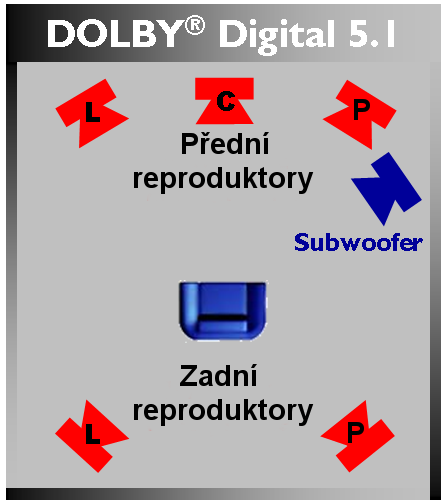
Konfigurace formátu Dolby Digital 5.1

Dolby Digital (původní označení AC-3) je standard kódování audia pro ztrátovou kompresi zvuku, vyvinutý společností Dolby Laboratories roku 1991. Je přímým následníkem formátů Dolby Stereo, resp. Dolby Surround a konkurentem formátů DTS a SDDS. Nejčastěji se vyskytuje v konfiguraci 5.1 kanálů (pět hlavních plnorozsahových kanálů a jeden nízkofrekvenční „basový“ LFE kanál využívaný subwooferem při explozích a podobně), ale podporováno je i stereo, mono, Dolby Surround a některé další konfigurace. Plnorozsahové kanály mají rozsah od 20 Hz do 20 kHz, LFE kanál má rozsah do 120 Hz. Původně se tento formát používal v kinech (zde vždy v konfiguraci 5.1, od roku 1998 i v konfiguraci Dolby Digital Surround EX), později se začal používat i na laserdiscích, v digitálním televizním vysílání a je to i základní formát pro kódování zvuku na DVD a Bluray discích. Dá se nicméně použít i jako součást videosouborů AVI, OGM, nebo MKV. Zvukové soubory formátu Dolby Digital mají typicky příponu ac3.

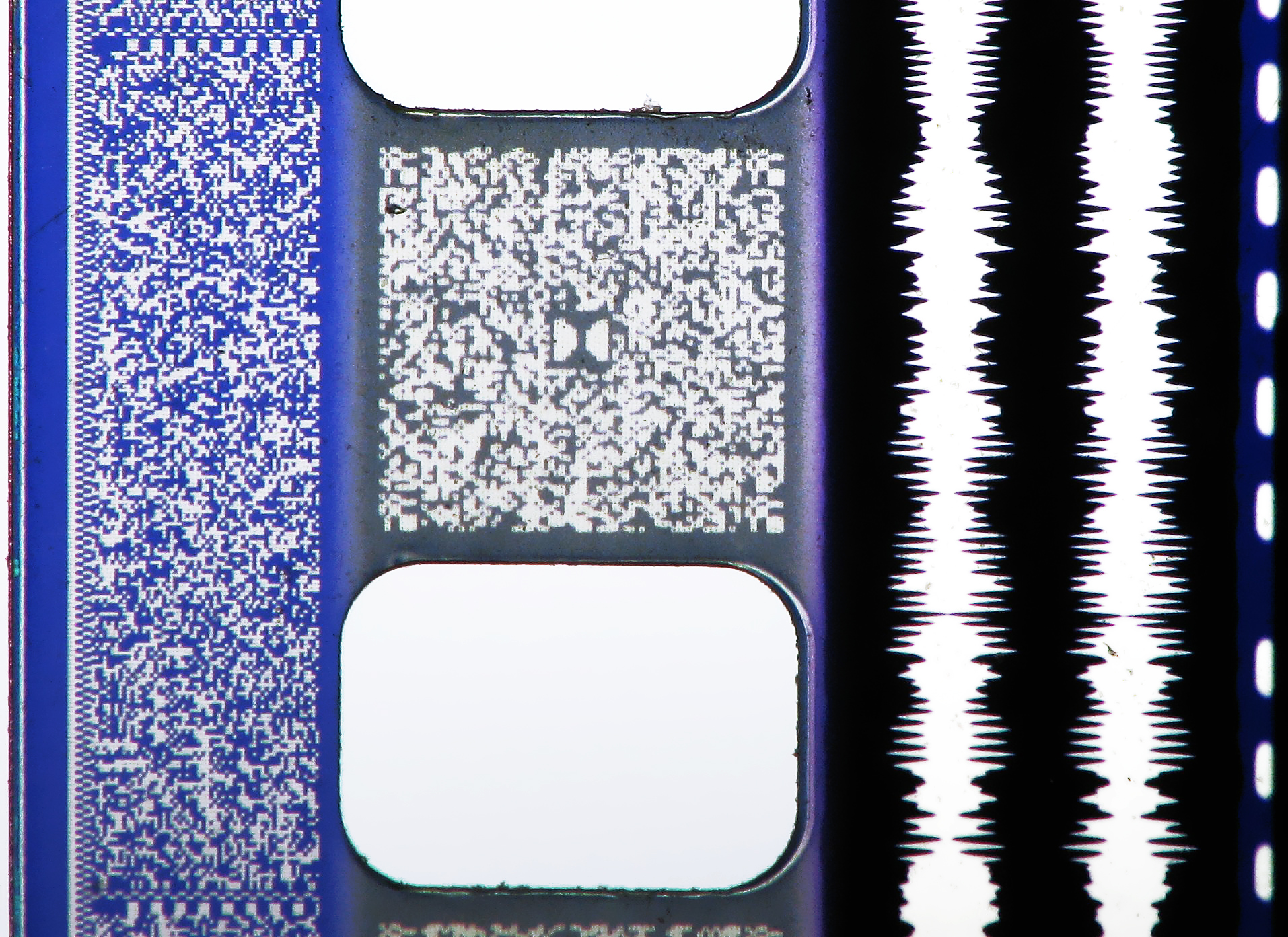
Zleva doprava:
SDDS, Dolby Digital, Dolby Stereo, DTS

Na filmovém pásu je zaznamenán v prostoru mezi perforačními otvory v levé části pásu. Zálohován je analogovým formátem Dolby Stereo.

## Datové toky
Audiostandard AC-3 může mít maximální datový tok 640 kbit/s. U DVD Videa má maximální datový tok 448 kbit/s, přičemž nejčastějšími datovými toky na DVD-Video jsou 192 nebo 224 kbit/s pro konfiguraci 2.0 a 2.0 Surround, 384 nebo 448 kbit/s pro konfigurace 5.0 a 5.1, a 448 kbit/s pro konfigurace 5.1 EX. Maximální datový tok při použití u digitálního televizního vysílání je 448 kbit/s. Maximálním datovým tokem při použití na ATSC je 384 kbit/s.

## Možné konfigurace
- Dolby Digital 1.0 – mono
- Dolby Digital 2.0 – obsahuje 2 zvukové kanály a může být buď stereo nebo mono.
- Dolby Digital 2.0 Surround – Dolby Surround, na rozdíl od analogově zaznamenaného zvuku ve formátu Dolby Surround však obsahuje navíc informaci o tom, že se jedná o Dolby Surround.
- Dolby Digital 4.0 – nepříliš častá varianta, obsahující 4 samostatné kanály (levý, střední, pravý a zadní).
- Dolby Digital 5.0 – nepříliš častá varianta (obsahuje ji například DVD Vodní svět), obsahující 5 samostatných kanálů (přední levý, střední, přední pravý, zadní levý a zadní pravý) bez basového LFE kanálu.
- Dolby Digital 5.1 – nejčastější varianta, obsahující 5 hlavních plnorozsahových kanálů (přední levý, střední, přední pravý, zadní levý a zadní pravý) a jeden LFE kanál. Prvním filmem v tomto formátu byl Batman se vrací z roku 1992.

## Dolby Digital 5.1 EX
Dolby Digital 5.1 EX, často označovaný jen jako Dolby Digital EX, v kinech jako Dolby Digital Surround EX, je nejnovější variantou vytvořenou v říjnu 1998, ve spolupráci se společností Lucasfilm THX, a poprvé uvedenou ve filmu Star Wars: Epizoda I – Skrytá hrozba. Vedle klasických 5.1 kanálů obsahuje navíc ještě zadní střední kanál, který je maticově zakódovaný v zadním levém a v zadním pravém kanálu. Tento formát lze v domácích podmínkách přehrávat buď v konfiguraci 6.1 nebo v konfiguraci 7.1 (zadní střední kanál přehrávají místo jednoho reproduktoru rovnou 2 reproduktory). První DVD filmy, které byly zaznamenané s tímto zvukem, ještě v hlavičce AC-3 streamu neobsahovaly digitální informaci o tom, že tento maticově zakódovaný zadní kanál obsahují. Novější DVD filmy už v hlavičce svého AC-3 streamu tuto informaci obsahují, tudíž je tento kanál na patřičně vybavených dekodérech dekódován automaticky.

## Dolby Digital Plus
Dolby Digital Plus je vylepšený kódovací systém založený na formátu Dolby Digital. Nabízí vyšší datové toky (až do 3 Mbit/s), podporuje více zvukových kanálů (až 13.1), vylepšené kódovací techniky redukující kompresní artefakty, a zpětnou kompatibilitu s existujícím AC-3 hardwarem. Kolem roku 2005 se o něm uvažovalo jako o jednom z možných audioformátů pro HD-DVD.